# Anjad
Anjad är en ort i Indien.   Den ligger i distriktet Barwani och delstaten Madhya Pradesh, i den centrala delen av landet, 800 km söder om huvudstaden New Delhi. Anjad ligger 165 meter över havet och antalet invånare är 24 286.
Terrängen runt Anjad är platt, och sluttar norrut. Runt Anjad är det ganska tätbefolkat, med 185 invånare per kvadratkilometer. Närmaste större samhälle är Barwāni, 16,0 km väster om Anjad. Trakten runt Anjad består till största delen av jordbruksmark.